# Даніель Кац
Даніе́ль Кац (фін. Daniel Katz; *25 листопада 1938, Гельсінкі, Фінляндія) — фінський письменник єврейського походження; особливо відомий своїми творами «Коли дід катався на лижах у Фінляндію» (Kun isoisä Suomeen hiihiti, 1969) і «Пірс по дорозі до моря» (Laituri matkalla mereen, номінація на Фінляндську премію 2001 року).
У 2009 році Кац отримав Державну премію з літератури; також він отримав Державну премію з літератури у 1977 році та премію Й. Х. Ерко у 1969 році.; у 2015 році отримав медаль Pro Finlandia.

## З життєпису і доробку
Народився в родині гельсінського єврея-торговця.
Кац отримав ступінь бакалавра гуманітарних наук Гельсінського університету. 
Він спробував різні фахи — працював, серед іншого, вчителем релігії в єврейській общинній школі Гельсінок, бурильником тунелів, тренером з класичної боротьби, перекладачем тощо. 
Першою дружиною Даніеля Каца була Лейла Кац (уроджена Каган). Пізніше він співмешкав із фінською перекладачкою Ліісою Рьомя. Його пізня дружина — журналістка Маріанна Біхольм. У Каца двоє дітей.

## З доробку
Творчий доробок письменника включає романи, оповідання, п'єси, радіо- і телепостановки. 
Перший роман Д. Каца «Коли дід катався на лижах у Фінляндію» (Kun isoisä Suomeen hiihiti), опублікований у 1969 році, з гумором описує історію його власної єврейської родини, а також етапи воєнної історії Фінляндії. Він добродушно виказує слабини як у своїй власній релігії, так і фінського суспільства загалом. Публікація книги в 1960-х роках збіглася з відродженням американської єврейської літератури (Філіп Рот, Бернард Маламуд, Сол Беллоу тощо). Так само, як і його американські колеги по перу, вихідна позиція Каца як фіна, що належить до меншини, з одного боку, дала йому можливість більш вільно й об'єктивно спостерігати за фінською дійсністю, з іншого боку, — призвела до посилення почуття маргінальності. Кац адаптував свій перший роман у п'єсу «Як цілуються риби» (Miten kalat suutelevat), прем'єра якої відбулася в театрі Тампере Тьовеен у 1970 році.
Крім гумору, Кацу притаманна певна універсальність, яка виділяє його з основної течії фінської літератури. У 1990-х роках Кац був одним із небагатьох фінських письменників, які інтуїтивно зуміли описати зміни в новій Європі, не втрачаючи почуття історії. Прикладом цього є його роман Німецька гонча (Saksalainen Sikakoira, 1992). У романі письменника «Пірс по дорозі до моря» (Laituri matkalla mereen, 2001) однією з тем є опис Боснії та кризи в колишній Югославії, що було досить оригінальним для скандинавської художньої літератури.
Е центрі уваги автора — людина, яка потрапила у складні життєві обставини. Вигадки, фантастика й нахил до абсурду — основні структурні елементи творів Даніеля Каца. 

## Джерело
- Об авторах // Совремеменная финская новелла. — М.: Художественная литература, 1985. — 591 с. — С. 584-585 (рос.)